# Rudolf I van Neuchâtel
Rudolf I van Neuchâtel (circa 1070-1148) was van circa 1100 tot aan zijn dood graaf van Neuchâtel. 

## Levensloop
Rudolf was de zoon van graaf Mangold I van Neuchâtel en diens echtgenote wier identiteit onbekend gebleven is. Samen met zijn broer Mangold II werd hij rond 1100 graaf van Neuchâtel. Ook was hij door zijn huwelijk met Emma van Glâne van 1143 tot aan zijn dood heer van Arconciel.
Samen met zijn broer Mangold II stichtte Rudolf de Abdij van Fontaine-André, waaraan hij tot aan zijn dood in 1148 donaties schonk. In het jaar van zijn overlijden schonk hij eveneens een donatie aan de Abdij van Hauterive.
Tijdens zijn bewind was hij een bondgenoot van keizer Hendrik IV, Willem I van Bourgondië, Radbot van Habsburg, Ulrich van Lenzburg en Werner van Baden.

## Huwelijk en nakomelingen
Rudolf was gehuwd met Emma († na 1170), dochter van heer Peter van Glâne. Uit het huwelijk is een zoon bekend:
- Ulrich II (circa 1120/1125-1191), graaf van Neuchâtel